# جسر غازي ميهال
جسر غازي ميهال هو جسر عثماني تاريخي يقع بمدينة أدرنة في تركيا، يعبر نهر التونكا.

## التاريخ
تم بناء الجسر في الأصل من قبل الإمبراطور البيزنطي مايكل الثامن الذي حكم فترة (1259-1282)، اعيد بناؤه في أوائل القرن الخامس عشر على يد القائد العثماني غازي ميهال.
في عام 1544، أضاف السلطان العثماني سليمان القانوني الذي حكم فترة (1520 إلى 1566)، ثمانية أقواس في نهايته الغربية.

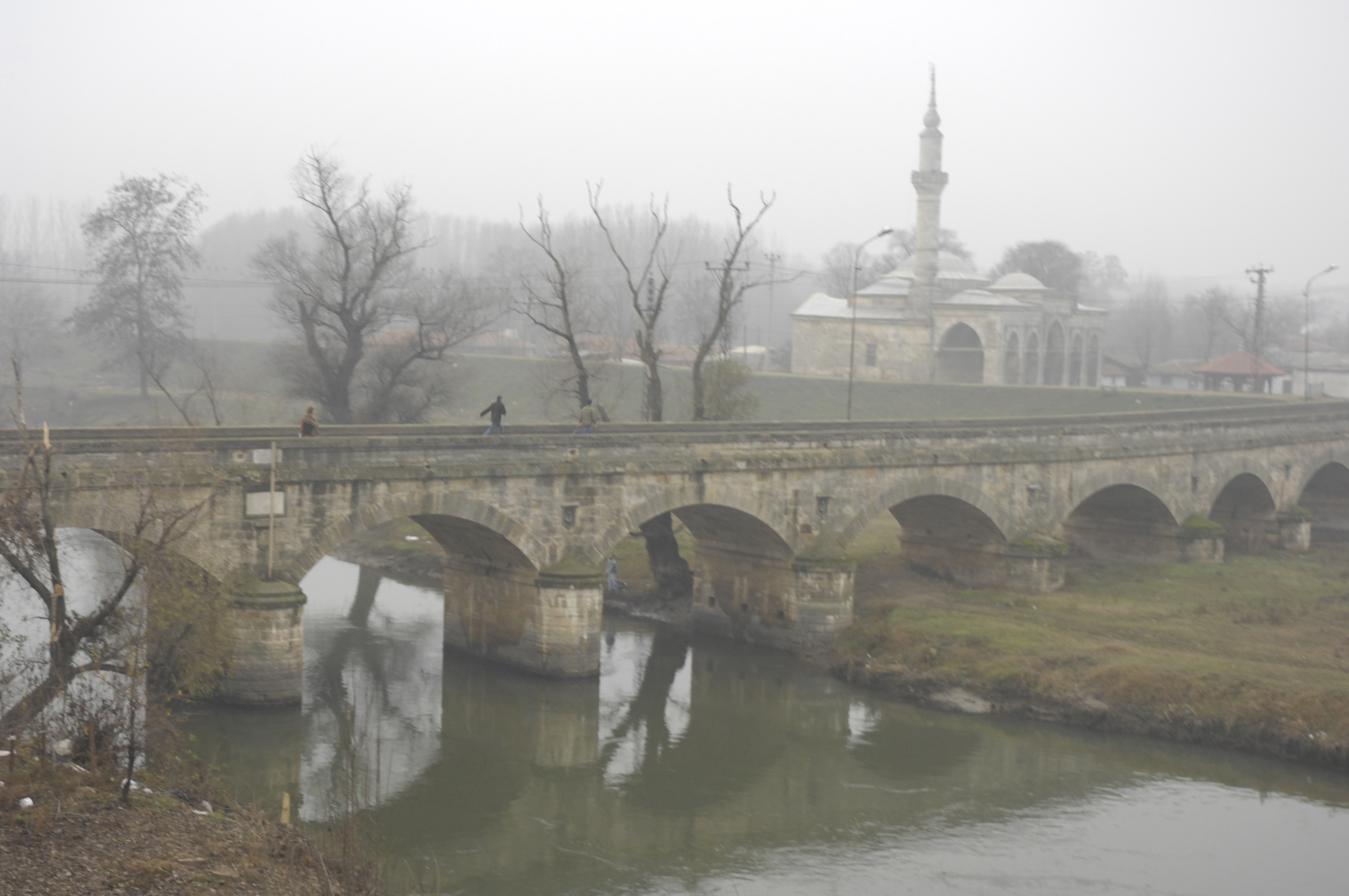
مسجد غازي ميهال في أدرنة

أضاف السلطان محمد الثالث الذي حكم فترة ( 1595-1603)، شبرًا ذو قوسين، وهو ما يسمى بالجسر الأوسط.